# Mantisalca duriaei
Mantisalca duriaei là một loài thực vật có hoa trong họ Cúc. Loài này được (Spach) Briq. & Cavill. mô tả khoa học đầu tiên năm 1930.